# Concert en mi bemoll "Dumbarton Oaks"
El Concert en mi bemoll, inscrit Dumbarton Oaks, 8.v.38, és un concert de cambra que ⁣Ígor Stravinski va escriure entre 1937 i 1938), que rep el nom de la finca Dumbarton Oaks de Robert Woods Bliss i Mildred Barnes Bliss a Washington D. C., que el van encarregar pel seu trentè aniversari de noces. Composta en el període neoclàssic de Stravinski, la peça és un dels dos concerts de cambra de Stravinski (l'altre és el Concert en re, per a corda, de 1946) i està escrita per a una orquestra de cambra de flauta, clarinet en si, fagot, dues trompes, tres violins, tres violes, dos violoncels i dos contrabaixos. Els tres moviments, Tempo giusto, Allegretto i Con moto, interpretats sense pausa, duren aproximadament dotze minuts. El concert es va inspirar fortament en el conjunt de Concerts de Brandenburg de Bach, i va ser l'última obra que Stravinski va completar a Europa, començada a la primavera de 1937 al Château de Montoux, prop d'Annemasse, prop de Ginebra, Suïssa, i acabada a París el 29 de març de 1938.
La comanda va ser gestionada per Nadia Boulanger. Ella mateixa va dirigir l'estrena privada el 8 de maig de 1938 a la sala de música de Dumbarton Oaks, mentre el compositor estava hospitalitzat amb tuberculosi. L'estrena pública va tenir lloc a París el 4 de juny de 1938 amb Stravinski dirigint. El manuscrit de la partitura completa, que anteriorment havia estat propietat de Mr. i Mrs. Robert Woods Bliss, es troba a la Col·lecció de Llibres Rars de la Dumbarton Oaks Research Library, a la Universitat Harvard, Washington, D.C.
El mateix Stravinski va crear una reducció per a dos pianos. La transcripció per a orgue realitzada per Leif Thybo l’any 1952 va assentar les bases per a la seva exploració de les possibilitats de la forma moderna d’aquest instrument. Un ballet coreografiat per Jerome Robbins es va estrenar amb el New York City Ballet el 23 de juny de 1972, amb un repartiment format per un solista principal i sis ballarins del cos de ball de cada sexe.
La partitura va ser arranjada per a marimba i tuba per Peter Welsh i interpretada a Filadèlfia el 1993.